# Joe Shuster
Pour les articles homonymes, voir Shuster.
Joseph Shuster, dit Joe Shuster, est un dessinateur de comics américain d'origine canadienne, né le 10 juillet 1914 à Toronto et mort le 30 juillet 1992 à Los Angeles. Il est essentiellement connu pour avoir été avec Jerry Siegel le cocréateur du personnage de Superman.

## Biographie
Fils d'immigrés juifs, Joseph Shuster est né à Toronto en Ontario. Son père Julius (à l'origine Shusterowich) est un immigrant de Rotterdam et sa mère Ida vient de Kiev. La famille ayant du mal à joindre les deux bouts, Joe Shuster travaille très jeune comme livreur de journaux pour le Toronto Star. L'ambiance du grand journal, l'agitation de ses bureaux, et les histoires fantastiques des comic strips en couleur ont un impact puissant sur lui. Il commence à dessiner pour se divertir.
Il est le cousin d'un des comédiens les plus populaires du Canada, Frank Shuster. À l'âge de 10 ans, lui et sa famille déménagent à Cleveland en Ohio. En 1931, il fait la connaissance de Jerome Siegel à l'école secondaire de Glenville, un quartier de Cleveland. Siegel écrit déjà pour le journal du lycée, La Torche, et cherche un dessinateur pour illustrer ses histoires.  C'est ainsi que Shuster dessine Goober the Mighty, une parodie de Tarzan, sur un scénario de Siegel. En 1933, dans un fanzine intitulé Science Fiction, Shuster dessine une histoire écrite par Siegel dans laquelle apparaît un personnage nommé Superman, bien que celui-ci soit très différent du héros de comics qu'ils créeront plus tard.
Le fanzine cesse de paraître au numéro cinq et Siegel et Shuster commencent à présenter des projets aux éditeurs de comic strips. Tous sont refusés, aussi les deux artistes de tournent vers le monde naissant du comic book. Ils n'ont cependant pas plus de chance.
En octobre 1936, pour l'éditeur de comics National Allied Publications, tous deux créent le personnage de Doctor Occult, qui paraît dans le sixième numéro du comic book New Fun Comics. Ils créent aussi, pour le même éditeur, Slam Bradley, dont le premier épisode paraît en mars 1937 dans le premier numéro de Detective Comics.
En 1938, ils parviennent à vendre à la National Allied Publications leur super-héros, baptisé Superman, qui orne la couverture du premier numéro d'Action Comics en juin. Le succès immédiat du personnage amène la création en janvier 1939 d'un comic strip, puis à l'été 1939 d'un second comic book intitulé simplement Superman. Shuster ne peut répondre à toutes ses demandes et engage des artistes, comme Wayne Boring et Ira Yarbrough, pour former un studio. Ces dessinateurs sont payés sur le salaire de Shuster, qui ne touche rien sur l'utilisation de Superman par DC Comics. La première histoire de Superman rapporte l'équivalent de 130 € pour 13 pages.  
Lors des premières apparitions de Superman, son héros Clark Kent travaille pour le journal Daily Star, nom inspiré par l'ancien employeur de Shuster à Toronto. Quand la série prend une ampleur internationale, le journal devient le Daily Planet.
Joe Shuster est rapidement célèbre pour avoir créé l'un des personnages de fiction les plus connus au monde. En pleine Grande Dépression, il s'en sort très bien en dessinant les aventures de Superman. Cependant, en 1946 le duo essuie des démêlés judiciaires avec DC à propos des droits sur Superman, et après un combat de deux ans ils abandonnent leurs prétentions sur le personnage en échange d'environ 200 000 $.
En 1978, Shuster et Siegell recommencent  leurs poursuites contre DC Comics à propos des droits sur Superman. Ils obtiennent chacun une rente annuelle de 35 000 $ pour le restant de leur vie. Depuis lors, tous les comics, séries télévisées, films et jeux vidéo mettant en scène Superman sont obligés de mentionner le fait que Superman a été "créé par Jerome Siegel et Joseph Shuster".
Jerry Siegel et lui deviennent membres du Temple de la renommée Will Eisner en 1992.
Joe Shuster décède la même année à Los Angeles en Californie.

## Postérité
Le comics biographique Joe Shuster, un rêve américain relate sa vie, et particulièrement son combat, associé à Jerry Siegel, pour récupérer leur droit moral sur Superman.

## Distinctions
- 1971 : Temple de la renommée de l'ACBA
- 1975 : Prix Inkpot

À titre posthume
- 1992 : Temple de la renommée Will Eisner
- 1993 : Temple de la renommée Jack Kirby
- 2005 : 
  - Le Prix Joe Shuster récompense chaque année des auteurs canadiens de bande dessinée.
  - Temple de la renommée de la bande dessinée canadienne